# Oclusiva velar surda
A oclusiva velar surda é um tipo de fone consonantal empregado em alguns idiomas. O símbolo deste som tanto no alfabeto fonético internacional quanto no X-SAMPA é k. Este som ocorre no português em palavras como "corpo" e "queijo".
O som [k] é um som muito comum entre línguas. A maioria dos idiomas tem pelo menos um [k] simples e alguns distinguem mais de uma variedade. A maioria das línguas indo-arianas, como hindi e bengali, tem um contraste de mão dupla entre aspirado e simples [k]. Apenas alguns idiomas carecem de uma plosiva velar muda, por exemplo, Taitiano.
Algumas línguas têm a plosiva pré-velar surda, que se articula um pouco mais frontalmente em comparação com o local de articulação da plosiva velar prototípica, embora não tão frontal quanto a plosiva palatina prototípica.
Por outro lado, algumas línguas têm a plosiva pós-velar surda, que se articula ligeiramente atrás do local de articulação da plosiva velar prototípica, embora não tão atrás quanto a plosiva uvular prototípica.

## Características
- Sua forma de articulação é oclusiva, ou seja, produzida pela obstrução do fluxo de ar no trato vocal.
- Como a consoante também é oral, sem saída nasal, o fluxo de ar é totalmente bloqueado e a consoante é uma plosiva.
- Seu local de articulação é velar, o que significa que se articula com a parte posterior da língua (dorso) no palato mole.
- Sua fonação é surda, o que significa que é produzida sem vibrações das cordas vocais. Em alguns idiomas, as cordas vocais estão ativamente separadas, por isso é sempre sem voz; em outras, as cordas são frouxas, de modo que pode assumir a abertura de sons adjacentes.
- É uma consoante oral, o que significa que o ar só pode escapar pela boca.
- É uma consoante central, o que significa que é produzida direcionando o fluxo de ar ao longo do centro da língua, em vez de para os lados.
- O mecanismo da corrente de ar é pulmonar, o que significa que é articulado empurrando o ar apenas com os pulmões e o diafragma, como na maioria dos sons.

## Variedades
| AFI | Decrição                 |
| --- | ------------------------ |
| k   | K plano                  |
| kʰ  | K aspirado               |
| kʲ  | K palatalizado           |
| kʷ  | K labializado            |
| k̚   | K sem liberação audível. |
| k̬   | K expresso               |
| k͈   | K tenso                  |
| kʼ  | K ejetivo                |

## Ocorrência
| Língua              | Língua              | Palavra                | AFI           | Significado       | Notas |
| ------------------- | ------------------- | ---------------------- | ------------- | ----------------- | --- |
| Abcaz               | Abcaz               | ақалақь/ak̇halak̇h’      | [ˈakalakʲ]    | A cidade          | |
| Adigue              | Shapsug             | кьэт/k′ėt              | [kʲat]ⓘ       | Galinha           | Dialetal; corresponde a [t͡ʃ] em outros dialetos.                                                                                  |
| Adigue              | Temirgoy            | пскэн/pskėn            | [pskan]       | Tossir            | Dialetal; corresponde a [t͡ʃ] em outros dialetos.                                                                                  |
| Ahtna               | Ahtna               | gistaann               | [kɪstʰɐːn]    | Seis              | |
| Aleúte              | Aleúte              | kiikax̂                 | [kiːkaχ]      | Arbusto de airela | |
| Árabe               | Padrão moderno      | كتب‎/kutib              | [ˈkatabɐ]     | Ele escreveu      | |
| Armênio             | Oriental            | քաղաք/ k'aġak'/k'aghak | [kɑˈʁɑk]      | Cidade            | Contrasta com forma não-aspirada.                                                                                                 |
| Assamês             | Assamês             | কম/kom                 | [kɔm]         | Menos             | |
| Assírio neoaramaico | Assírio neoaramaico | kuleh                  | [kulɛː]       | Tudo              | Usado na maioria das variedades, com a exceção de Urmia e Nochiya onde corresponde a [t͡ʃ].                                        |
| Basco               | Basco               | katu                   | [kat̪u]        | Gato              | |
| Bengali             | Bengali             | কম/kom                 | [kɔm]         | Menos             | Contrasta com forma aspirada. |
| Búlgaro             | Búlgaro             | как/kak                | [kak]         | Como              | |
| Catalão             | Catalão             | quinze                 | [ˈkinzə]      | Quinze            | |
| Chinês              | Cantonês            | 家 / gā                | [kaː˥]ⓘ       | Casa              | Contrasts with aspirated and or labialized forms.                                                                                 |
| Chinês              | Hokkien             | 歌 koa                 | [kua]         | Música            | |
| Chinês              | Mandarim            | 高 / gāo               | [kɑʊ˥]ⓘ       | Alto              | Contrasta com forma aspirada. |
| Tchuvache           | Tchuvache           | кукка                  | [ku'kːɑ]      | Irmão da mãe      | |
| Tcheco              | Tcheco              | kost                   | [kost]        | Osso              | |
| Dinamarquês         | Padrão              | gås                    | [ˈkɔ̽ːs]       | Ganso             | Normalmente transcrito como [ɡ̊] ou [ɡ]. Contrasta com forma aspirada, normalmente transcrito [kʰ] o[k].                           |
| Holandês            | Holandês            | koning                 | [ˈkoːnɪŋ]     | Rei               | |
| Inglês              | Inglês              | kiss                   | [kʰɪs]ⓘ       | Beijo             | |
| Esperanto           | Esperanto           | rakonto                | [raˈkonto]    | História          | |
| Estoniano           | Estoniano           | kõik                   | [kɤik]        | Tudo              | |
| Esperanto           | Esperanto           | kato                   | [kato]        | Gato              | |
| Filipino            | Filipino            | kuto                   | [ˈkuto]       | Rosto             | |
| Finlandês           | Finlandês           | kakku                  | [kɑkːu]       | Bolo              | |
| Francês             | Francês             | cabinet                | [kabinɛ]      | Gabinete          | |
| Georgiano           | Georgiano           | ქვა/kva                | [kʰva]        | Pedra             | |
| Alemão              | Alemão              | Käfig                  | [ˈkʰɛːfɪç]    | Cela              | |
| Grego               | Grego               | καλόγερος / kalógeros  | [kaˈlo̞ʝe̞ro̞s̠]  | Monge             | |
| Guzerate            | Guzerate            | કાંદો/kaṃde               | [kɑːnd̪oː]     | Cebola            | |
| Hebraico            | Hebraico            | כסף / kesef            | [ˈkesef]      | Dinheiro          | |
| Hiligaynon          | Hiligaynon          | kadlaw                 | [kad̪law]      | Risada            | |
| Hindustâni          | Hindustâni          | काम / کام               | [kɑːm]        | Trabalho          | Contrasta com forma aspirada. |
| Húngaro             | Húngaro             | akkar                  | [ɒkkor]       | Então             | |
| Italian             | Italian             | casa                   | [ˈkäːzä]      | Casa              | |
| Japonês             | Japonês             | 鞄 / kaban             | [kabaɴ]       | Bolsa             | |
| Kagayanen           | Kagayanen           | kalag                  | [kað̞aɡ]       | Espírito          | |
| Coreano             | Coreano             | 감자 / kamja           | [kamdʐa]      | Batata            | |
| Lakota              | Lakota              | kimímela               | [kɪˈmɪmela]   | Borboleta         | |
| Luxemburguês        | Luxemburguês        | geess                  | [ˈkeːs]       | Cabra             | Menos frequentemente [ɡ]. Normalmente transcrito como ⟨ɡ⟩, e contrasta com forma aspirada, que é normalmente transcrito como ⟨k⟩. |
| Macedônio           | Macedônio           | кој                    | [kɔj]         | Quem              | |
| Marata              | Marata              | कवच                    | [kəʋət͡s]      | Aramadura         | Contrasta com forma aspirada. |
| Malaio              | Malaio              | kaki                   | [käki]        | Perna             | |
| Nepali              | Nepali              | केरा                     | [keɾä]        | Banana            | Contrasta com forma aspirada. |
| Norueguês           | Norueguês           | kake                   | [kɑːkɛ]       | Bolo              | |
| Oriá                | Oriá                | କାମ/kāma                | [kämɔ]        | Trabalho          | Contrasta com forma aspirada. |
| Pachto              | Pachto              | كال/kal                | [kɑl]         | Ano               | |
| Farsi               | Farsi               | کیمچی/kimci            | [kimt͡ʃi]      | Kimchi            | |
| Polonês             | Polonês             | buk                    | [ˈbuk]ⓘ       | Árvore de faia    | |
| Português           | Português           | corpo                  | [ˈkoɾpu]      | Corpo             | |
| Panjabi             | Panjabi             | ਕਰ/کر/kar              | [kəɾ]         | Fazer             | Contrasta com forma aspirada. |
| Romeno              | Romeno              | când                   | [ˈkɨnd]       | Quando            | |
| Russo               | Russo               | короткий/korotkiy      | [kɐˈrotkʲɪj]ⓘ | Curto             | |
| Servo-croata        | Servo-croata        | кост / kost            | [kȏːs̪t̪]       | Osso              | |
| Eslovaco            | Eslovaco            | kosť                   | [kɔ̝sc̟]        | Osso              | |
| Espanhol            | Espanhol            | casa                   | [ˈkäsä]       | Casa              | |
| Sueco               | Sueco               | ko                     | [ˈkʰuː]       | Vaca              | |
| Sylheti             | Sylheti             | ꠇꠤꠔꠣ/kita                | [kɪt̪à]        | O que             | |
| Telugu              | Telugu              | కాకి/kāki                | [kāki]        | Corvo             | |
| Tailandês           | Tailandês           | ไก่/kị̀                  | [kaj˨˩]       | Galinha           | Contrasta com forma aspirada. |
| Turco               | Turco               | kulak                  | [kʰuɫäk]      | Orelha            | |
| Ubykh               | Ubykh               | кауар/kawar            | [kawar]       | Ripa              | Achado principalmente em palavras emprestadas.                                                                                    |
| Ucraniano           | Ucraniano           | колесо/koleso          | [ˈkɔɫɛsɔ]     | Roda              | |
| Vietnamita          | Vietnamita          | cam                    | [kam]         | Laranja           | |
| Galês               | Galês               | calon                  | [kalɔn]       | 'heart'           | |
| Frísio ocidental    | Frísio ocidental    | keal                   | [kɪəl]        | Bezerro           | |
| Yi                  | Yi                  | ꇰ / ge                | [kɤ˧]         | Burrice           | Contrasta com forma aspirada e não aspirada.                                                                                      |
| Zapoteco            | Tilquiapano         | canza                  | [kanza]       | Andando           | |